# 朱清 (天順進士)
朱清（1430年—？），字熙之，山東兗州府濟寧州人，明朝政治人物。進士出身。

## 生平
山東鄉試第八十二名。天順八年（1464年）甲申科會試第一百十四名，殿試登進士第三甲第三十七名。

## 家族
曾祖父朱顯。祖父朱玉。父亲朱文英。